# جيم بارتون
جيم بارتون (بالإنجليزية: Jim Barton)‏ هو لاعب كرة قدم أمريكية أمريكي، ولد في 12 يونيو 1934 في Finleyville, Pennsylvania ‏ في الولايات المتحدة، وتوفي في 24 يونيو 2013.

## وصلات خارجية
- جيم بارتون على موقع مرجع كرة القدم المحترفة.كوم (الإنجليزية)